# Boćwinka (powiat Giżycki)
Boćwinka (Duits: Neu Freudenthal) is een plaats in het Poolse woiwodschap Ermland-Mazurië, in het district Giżycki. De plaats maakt deel uit van de gemeente Kruklanki.